# Henrietta Barnett

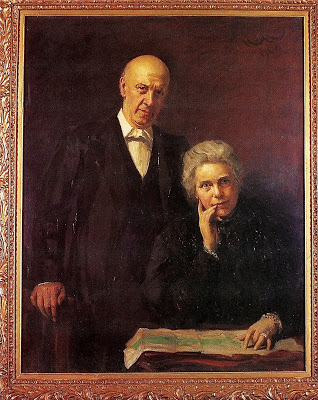
Samuel und Henrietta Barnett, Porträt von Hubert von Herkomer, Toynbee Hall

Dame Henrietta Octavia Weston Barnett DBE, geborene Rowland (* 4. Mai 1851 in Clapham, London; † 10. Juni 1936 in Hampstead Garden Suburb, London) war eine englisch-britische Sozialreformerin, Schulleiterin und Autorin. Sie und ihr Ehemann Samuel Augustus Barnett gründeten 1884 die erste „Universitätssiedlung“ Toynbee Hall im Londoner East End. Zu Beginn des 20. Jahrhunderts wirkten sie auch an der Errichtung der Modellsiedlung Hampstead Garden Suburb mit.

## Leben
Barnett war das jüngste von acht Kindern von Henrietta Monica Margaretta Ditges und Alexander William Rowland, einem wohlhabenden Geschäftsmann, der mit der Macassar Oil Company verbunden war. Die Mutter starb kurz nach der Geburt und der Vater zog sie und ihre Geschwister in ihrem Londoner Haus und einem Landhaus in Kent auf, wo Barnett eine lebenslange Vorliebe für ländliche Aktivitäten entwickelte. Eine ihrer Schwestern war die Philanthropin Alice Hart.
Im Alter von 16 Jahren wurde Henrietta auf ein Internat in Devon geschickt, das von den Schwestern Haddon geleitet wurde, die sich unter dem Einfluss von James Hinton dem sozialen Altruismus verschrieben hatten. Als ihr Vater 1869 starb, zog Barnett mit zwei Schwestern nach Bayswater, wo sie die Sozialaktivistin und Wohnungsreformerin Octavia Hill kennenlernte und ihr half. Hill machte Henrietta mit den Schriften von John Ruskin sowie mit vielen einflussreichen Personen bekannt, die sich wie sie für die Verbesserung der Lage der Armen in London einsetzten.
Durch Hill lernte Barnett den Kanoniker Samuel Augustus Barnett  kennen, den damaligen Pfarrer von St Mary’s am Bryanston Square in Marylebone. Sie heirateten im Jahr 1873. Das junge Ehepaar begann als kongeniale Partner mit den sozialen Aktivitäten, die ihr Leben prägen sollten. Sie zogen bald in die verarmte Whitechapel-Gemeinde St Jude’s, um die sozialen Bedingungen zu verbessern. Barnett nahm eine Besuchstätigkeit in der Gemeinde auf, wobei sie sich vor allem um Frauen und Kinder kümmerte, darunter auch um die mehr als 2.000 Prostituierten, die damals allein in Whitechapel tätig waren. 1875 wurde Henrietta zu einer Woman guardian der Gemeinde ernannt und im Jahr darauf zur Schulleiterin der Poor Law-Schule des entsprechenden Districts Forest Gate in West Ham. Eine weitere soziale Initiative, die die Barnetts gemeinsam mit Jane Senior ins Leben riefen, war die Metropolitan Association for Befriending Young Servants (1876), eine Organisation, die Mädchen davor bewahren sollte, sich zu prostituieren, kriminell zu werden oder dem Alkohol zu verfallen, und sie stattdessen als Hausangestellte vermittelte und betreute. Aus dem Experiment der Barnetts, Kinder aus den Slums in die Ferien auf dem Land zu schicken, entwickelte sich die 1877 gegründete Children's Fresh Air Mission (Off to the Country), aus der 1884 der Children's Country Holidays Fund hervorging. Barnett förderte ab 1880 Heime für Mädchen aus Arbeitshäusern und gründete 1891 die London Pupil Teachers Association. Außerdem war sie Vizepräsidentin der National Association for the Welfare of the Feeble-Minded (1895) und der National Union of Women Workers (1895–96) sowie Ehrensekretärin der State Children's Aid Association.

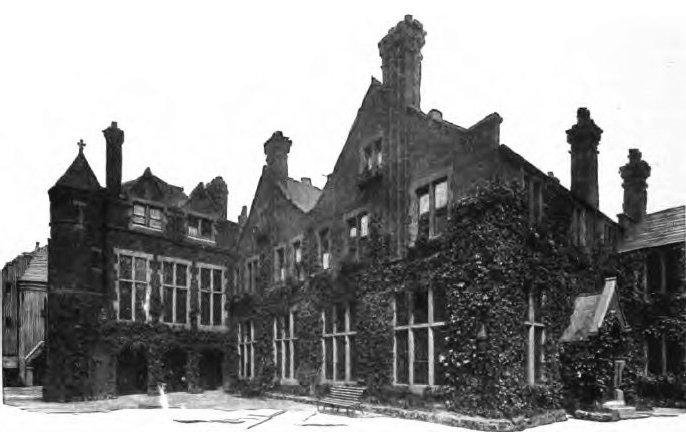
Toynbee Hall, 1902

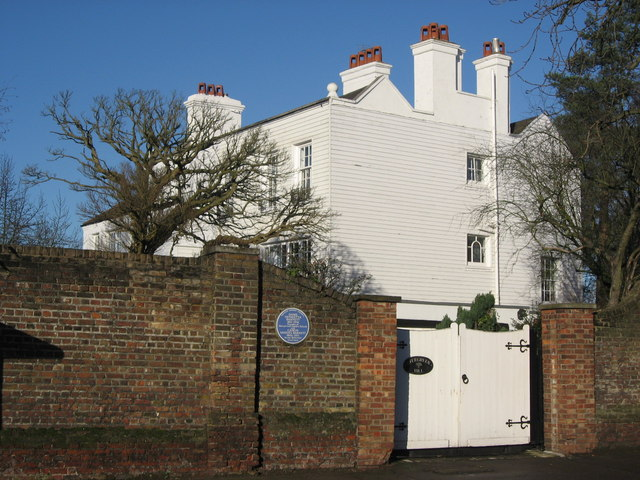
Evergreen Hill, Blue Plaque, Spaniards Road

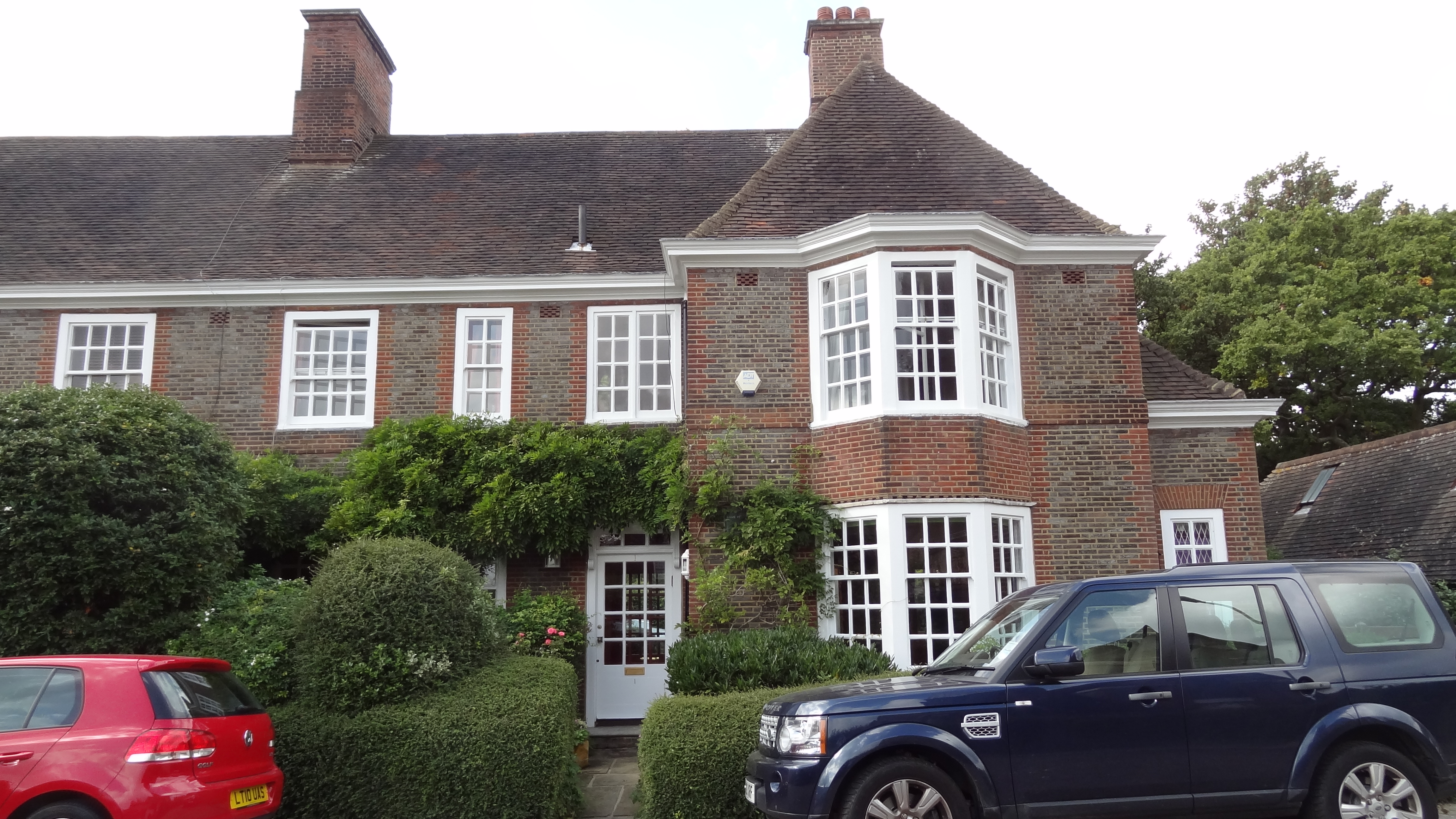
1 South Square, Hampstead Garden Suburb, ehemaliges Haus von Barnett

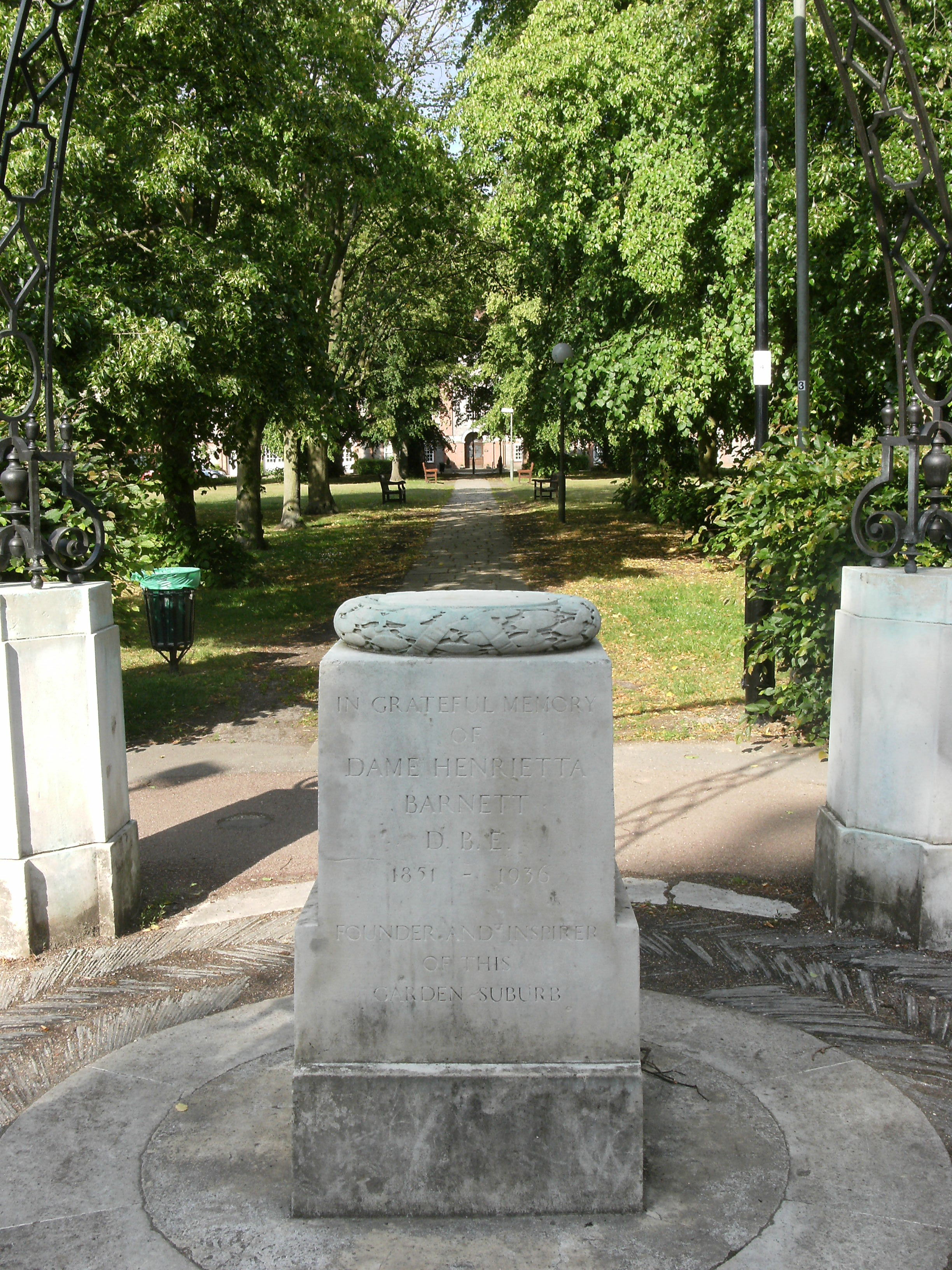
Henrietta Barnett Memorial, Hampstead Garden Suburb

1884 gründeten die Barnetts Toynbee Hall, eine Pioniersiedlung an der Universität, die nach dem kürzlich verstorbenen Historiker Arnold Toynbee benannt wurde, der sich für die Bildung der Arbeiterklassen und die Verringerung der Spaltung zwischen den sozialen Klassen eingesetzt hatte. 1897 wurden in der nahe gelegenen Whitechapel Gallery auf Betreiben der Barnetts jährliche Leihgabenausstellungen für bildende Kunst eingerichtet. 1903 begann R. H. Tawney mit ihnen, dem Children's Country Holiday Fund und der Workers' Educational Association zusammenzuarbeiten. William Henry Beveridge und Clement Attlee arbeiteten ebenfalls mit den Barnetts zusammen, als sie ihre eigenen Karrieren begannen. Ein Besuch in Toynbee Hall inspirierte Jane Addams zur Gründung des Hull House in Chicago.
Im Jahr 1889 erwarb das Ehepaar ein Wochenendhaus an der heutigen Spaniards Road im Stadtteil Hampstead im Nordwesten Londons. Die Barnetts ließen sich von Ebenezer Howard und der Bewegung für modellhafte Wohnsiedlungen (damals beispielhaft in der Gartenstadt Letchworth) inspirieren. Aufbauend auf den Grundsätzen von Toynbee Hall hatte Barnett die Vision einer Garden Community, in der alle Bevölkerungsschichten in einer hellen und luftigen Umgebung mit schön gestalteten Häusern und Gärten zusammenleben konnten und die gleichzeitig einen Teil der nahe gelegenen Hampstead Heath vor der Bebauung durch das Eton College schützen sollte. Sie gründete zunächst ein Komitee, sammelte 43.000 Pfund und kaufte 80 Hektar der Heath für die Öffentlichkeit. 1904 gründeten sie Stiftungen, die 243 Hektar Land entlang der neu eröffneten Verlängerung der Northern Line nach Golders Green kauften. Daraus entstand der Hampstead Garden Suburb, eine Modellgartenstadt, die durch ihre Bemühungen und die der Architekten Raymond Unwin und Edwin Lutyens entwickelt wurde und schließlich auf über 320 Hektar anwuchs. 1909 wurde inmitten des neuen Hampstead Garden Suburb ein Institut für Erwachsenenbildung eröffnet, das kulturelle Programme und Diskussionsgruppen anbot. Bald darauf wurde eine Schule für Mädchen gegründet, die Henrietta Barnett School. Obwohl der Vorort nie vollständig nach den Plänen von Lutyens entwickelt wurde (und bald eher eine Enklave der Mittelschicht als eine Mischung verschiedener Klassen wurde), entstand dort die inzwischen unter Denkmalschutz stehende St Jude’s Church sowie ein Clubhaus und ein Teehaus (für alkoholfreie soziale Kontakte), ein Versammlungshaus der Quäker, Kinderheime, einen Kindergarten und Wohnungen für alte Menschen.
Die Barnetts hatten nie eigene Kinder. Sie adoptierten Dorothy Woods, und Barnett fungierte auch als gesetzlicher Vormund für ihre hirngeschädigte ältere Schwester Fanny. Nach Samuel Barnetts Tod im Jahr 1913 gründete Barnett zu seinem Gedenken das Barnett House in Oxford (1914).
Barnett schrieb mehrere Bücher, sowohl allein als auch zusammen mit ihrem Mann. Ihre christlich-sozialen Überzeugungen sind in Practicable Socialism (1889) und Toward Social Reform (1909) dargelegt.
Barnett wrote several books, alone and with her husband. Their Christian Socialist beliefs are set out in Practicable Socialism (1889) and Toward Social Reform (1909).
Ihre frühen Bücher befassten sich mit häuslichen Themen: The Making of the Home (1885), How to Mind the Baby (1887) und, zusammen mit ihrem Mann und Ernest Abraham Hart (ihrem Schwager), The Making of the Body (1894). Zusammen mit Kathleen Mallam gab Barnett eine Sammlung von Aufsätzen mit dem Titel Destitute, Neglected, and Delinquent Children (1908) heraus. Nach dem Tod ihres Mannes beendete Barnett ihre Illustrated British Ballads Old and New (1915), schrieb seine mehrbändige Biografie Canon Barnett: his life, work and friends (1918) und veröffentlichte Aufsatzsammlungen, insbesondere Matters that Matter (1930).
Für ihre Arbeit als Sozialreformerin wurde Barnett 1917 als Commander des Order of the British Empire ausgezeichnet und 1924 als Dame Commander des Order of the British Empire geadelt. Im Jahr 1920 wurde sie zur Ehrenpräsidentin der 480 Mitglieder zählenden American Federation of Settlements ernannt.
In den letzten zwölf Jahren ihres Lebens widmete sich Barnett der Malerei und wohnte oft in der Wish Road 45 in Hove. Sie starb im Alter von 85 Jahren in Hampstead und ist zusammen mit ihrem Mann auf dem Saint Helen's Churchyard in Hangleton, East Sussex, begraben. Das Ehepaar Barnett wird im Heiligenkalender der Church of England mit einem Gedenktag 17. Juni geehrt.

## Werke
- The Young Women In Our Work Houses. Penny and Hull, London 1879, JSTOR:60222975.
- The Work of the Lady Visitors: Written For The Council of the Metropolitan Association for Befriending Young Servants. Penny and Hull, London 1881, JSTOR:60222975.
- The Making of the Home. A reading-book of domestic economy for school and home use. Cassell and Company, London 1885 (google.com).
- mit Samuel Augustus Barnett: Practicable Socialism: Essays on Social Reform. Longmans, Green & Co., London 1894 (archive.org).
- The Making of the Body. A children's book on anatomy and physiology: for school and home use. Cassell and Company, London 1894 (google.com).
- mit Samuel Augustus Barnett: Towards Social Reform. T. Fisher Unwin, London 1909 (archive.org).
- Canon Barnett: His Life, Work, and Friends. Houghton Mifflin, London 1919 (archive.org).
- Matters that Matter. J. Murray, London 1930 (archive.org).